# Torta batik
La torta batik (in malese: Kek batik) è un tipico dolce malese non cotto servito come dessert.
Questo dolce è fatto con biscotti Marie sbriciolati mescolati assieme ad una crema di cioccolato o ad una crema pasticcera fatta con uova, burro/margarina, latte condensato, Milo (una polvere di cioccolato e malto della Nestlé) e polvere di cioccolato. Il dolce è di solito preparato e servito durante occasioni speciali come l'Id al-fitr e Natale.

## Storia
L'origine di questo dolce è piuttosto incerta così come quella del simile salame di cioccolato o del più recente dolce ai biscotti al cioccolato del Principe William (sebbene abbiano alcuni ingredienti diversi). Comunque, poiché sia la Malaysia che il Brunei (altro paese di cui questo è un dolce tipico) furono un tempo colonie del Regno Unito, si pensa che questo dolce sia stato introdotto in questi territori appunto dagli inglesi. In Brunei, la torta batik viene caratteristicamente preparata con una guarnizione di colore verde.